# Brigitte Rau
Pour l’article homonyme, voir Rau.
Brigitte Susanne Rau (née le 31 décembre 1933 à Berlin, morte le 24 septembre 1979 à Hampstead) est une actrice allemande.

## Biographie
Brigitte Rau est la fille d'Otto Kurt Rau et de Martha Adele Örtel. Après des débuts au théâtre, Rau joue souvent au cinéma et à la télévision dans des comédies et des films musicaux. Elle a son premier rôle au cinéma dans le film familial de 1952 Der Kampf der Tertia. En 1954, elle épouse son collègue Gunnar Möller (de), avec qui elle apparaît dans le film musical Liebe und Trompetenblasen (de) la même année. Après son mariage, elle poursuit sa carrière d'actrice sous son nom de naissance. Le mariage avec Gunnar Möller donne trois enfants.
Dans les années 1970, Gunnar Möller et Brigitte Rau apparaissent pour la plupart ensemble dans des productions théâtrales.

## Décès
En 1979, Möller tue sa femme à Londres dans un accès de colère à la suite d'un différend sur son désir à elle de divorcer, il la tue en la frappant avec un tabouret. À cette époque, le mariage du couple était déjà considéré comme rompu par les infidélités, l'alcool et les disputes. La famille avait auparavant changé plusieurs fois de lieu de résidence avant de s'installer dans le quartier bohème de Hampstead à Londres.
Après le crime, Möller se rend à la police. Son affaire est portée devant un tribunal de Londres : l'acteur est condamné à cinq ans de prison, dont deux ans ferme.

## Filmographie
- 1952 : Der Kampf der Tertia
- 1953 : Johannes Kreisler, des Kapellmeisters musikalische Leiden (TV)
- 1953 : Christina (de)
- 1953 : Mit siebzehn beginnt das Leben (de)
- 1954 : Ein Leben für Do (de)
- 1954 : Liebe und Trompetenblasen (de)
- 1954 : Geld aus der Luft (de)
- 1954 : Annette de Tharau
- 1955 : Bal au Savoy
- 1956 : Das Abschiedsgeschenk (TV)
- 1956 : Charivari (TV)
- 1957 : Vater macht Karriere (de)
- 1957 : Die Schwestern (TV)
- 1957 : Bei tag und bei nacht oder der hund des gärtners (TV)
- 1957 : Der Geisterzug (TV)
- 1957 : Weekend (TV)
- 1957 : Ein Spiel von Tod und Liebe (TV)
- 1957 : Daphnis und Cloe (TV)
- 1958 : Röslein fein - Röslein mein, oder: Das Dreimäderl-Försterhaus (TV)
- 1958 : Ist Mama nicht fabelhaft?
- 1958 : Paul und Julia (TV)
- 1960 : Schäfchen zur Linken (TV)
- 1960 : Oh, diese Bayern! (de)
- 1960 : La Peau d'un espion
- 1960 : Ein Weihnachtslied in Prosa oder Eine Geistergeschichte zum Christfest (de) (TV)
- 1961 : Der sichere Tip (TV)
- 1962 : Komische Geschichten mit Georg Thomalla (série télévisée, un épisode)
- 1964 : Immer Ärger mit der Wirtin (série télévisée, un épisode)
- 1964 : Die Gäste des Felix Hechinger (série télévisée, un épisode)
- 1965 : Weekend im Paradies (TV)
- 1965 : Der neue Mann (TV)
- 1966 : Der Floh im Ohr (TV)
- 1966 : Hurra - Ein Junge! (TV)
- 1971 : Familie Werner auf Reisen (série télévisée, cinq épisodes)
- 1973 : Elephant Boy (série télévisée, un épisode)
- 1974 : Der Verrat (TV)
- 1974 : Tod und Teufel (TV)